# Tổng thống Hungary
Tổng thống Hungary, chính thức là tổng thống nước cộng hòa (Magyarország köztársasági elnöke [ˈmɒɟɒrorsaːɡ ˈkøstaːrʃɒʃaːɡi ˈɛlnøkɛ], államelnök, hoặc államfő [ˈaːlːɒɱføː]), là nguyên thủ quốc gia của Hungary. Tổng thống chủ yếu có vai trò nghi lễ nhưng có quyền phủ quyết luật hoặc đề nghị Tòa án Hiến pháp xem xét tính hợp hiến của luật. Hầu hết các quyền hành pháp khác, như bổ nhiệm bộ trưởng và lãnh đạo các sáng kiến lập pháp, đều do thủ tướng thực hiện.

## Bầu cử
Hiến pháp Hungary quy định tổng thống do Quốc hội bầu. Nhiệm kỳ của tổng thống là năm năm. Tổng thống không được giữ chức vụ quá hai nhiệm kỳ.

### Không kiêm nhiệm
Tổng thống không được kiêm nhiệm chức vụ hoặc nhiệm vụ công, chính trị, kinh tế hoặc xã hội, không được tham gia vào bất kỳ hoạt động nghề nghiệp được trả lương nào khác và không được nhận thù lao cho bất kỳ hoạt động nào khác, ngoài các hoạt động có bản quyền.

### Tiêu chuẩn
Công dân Hungary đủ 35 tuổi trở lên có quyền được ứng cử tổng thống.

### Quy trình bầu cử
Bầu cử tổng thống phải được chủ tịch Quốc hội tổ chức từ 30 đến 60 ngày trước khi tổng thống đương nhiệm hết nhiệm kỳ hoặc chậm nhất là 30 ngày kể từ khi khuyết tổng thống.
Ứng cử viên tổng thống phải được "ít nhất một phần năm số đại biểu Quốc hội đề cử bằng văn bản". Văn bản đề cử phải được trình lên chủ tịch Quốc hội trước khi tiến hành bỏ phiếu. Mỗi đại biểu Quốc hội chỉ được đề cử một ứng cử viên.
Việc bầu cử tổng thống được tiến hành theo hình thức bỏ phiếu kín và phải được hoàn tất chậm nhất là hai ngày liên tiếp. Ở vòng một, ứng cử viên nào nhận được ít nhất hai phần ba số phiếu bầu của tất cả các đại biểu Quốc hội thì trúng cử tổng thống.
Trong trường hợp không có ứng cử viên nào nhận được hai phần ba số phiếu bầu thì vòng thứ hai được tổ chức giữa hai ứng cử viên nhận được nhiều phiếu bầu nhất. Ứng cử viên nào nhận được quá nửa số phiếu bầu được bầu làm tổng thống. Nếu không có ứng cử viên nào trúng cử thì phải tổ chức một cuộc bầu cử mới với các ứng cử viên mới.

### Tuyên thệ nhậm chức
Tổng thống tuyên thệ nhậm chức trước Quốc hội như sau:
Én, [name of the person] fogadom, hogy Magyarországhoz és annak Alaptörvényéhez hű leszek, jogszabályait megtartom és másokkal is megtartatom; köztársasági elnöki tisztségemet a magyar nemzet javára gyakorolom. [And, according to the conviction of the one who takes the oath] Isten engem úgy segéljen!

Tôi [họ tên], xin tuyên thệ trung thành với Hungary và Luật Cơ bản của Hungary, tôn trọng và thi hành luật pháp của Hungary; và thực hiện nhiệm vụ của tổng thống nước cộng hòa vì lợi ích của dân tộc Hungary. [Và, tuỳ theo niềm tin của người tuyên thệ nhậm chức] Xin Chúa giúp tôi!

## Nhiệm vụ và quyền hạn
Tổng thống là nguyên thủ quốc gia của Hungary, là tổng tư lệnh Lực lượng Phòng vệ Hungary và thể hiện "sự thống nhất quốc gia". Tổng thống giám sát hoạt động dân chủ của các thể chế nhà nước, thay mặt Hungary, có thể tham gia các phiên họp của Quốc hội, trình dự luật trước Quốc hội và quyết định trưng cầu ý dân. Tổng thống quyết định ngày bầu cử, tham gia vào "các quyết định liên quan đến các tình trạng pháp lý cụ thể" (tình trạng chiến tranh, tình trạng khẩn cấp, v.v.), triệu tập Quốc hội sau cuộc bầu cử, giải tán Quốc hội và có thể đề nghị Tòa án Hiến pháp xem xét tính hợp hiến của luật.
Tổng thống đề cử thủ tướng, chủ tịch Tòa án tối cao, tổng công tố viên và ủy viên về các quyền cơ bản và bổ nhiệm thẩm phán và chủ tịch Hội đồng Tài chính. Với sự tiếp ký của một thành viên chính phủ, tổng thống bổ nhiệm bộ trưởng, thống đốc Ngân hàng Quốc gia Hungary, thủ trưởng các cơ quan quản lý độc lập, giáo sư, tướng lĩnh, đại sứ và hiệu trưởng trường đại học và quyết định tặng thưởng huân chương, huy chương, các giải thưởng và danh hiệu. Tổng thống có quyền từ chối thực hiện những quyền hạn này "nếu các điều kiện do luật định không được đáp ứng hoặc nếu có lý do chính đáng để tin rằng sẽ có sự xáo trộn nghiêm trọng đến hoạt động dân chủ của các thể chế Nhà nước".
Ngoài ra, tổng thống có quyền ân xá, quyết định các vấn đề tổ chức lãnh thổ và quyết định việc cho nhập quốc tịch và tước quốc tịch với sự tiếp ký của một thành viên chính phủ.

## Quyền miễn trừ và bãi nhiệm
Tổng thống là bất khả xâm phạm và không bị truy cứu trách nhiệm hình sự trong thời gian giữ chức vụ.
Tuy nhiên, tổng thống có thể bị bãi nhiệm nếu tổng thống cố ý vi phạm Hiến pháp hoặc luật khác khi thực hiện nhiệm vụ hoặc cố ý phạm tội. Kiến nghị bãi nhiệm phải được ít nhất một phần năm số đại biểu Quốc hội biểu quyết tán thành. Quyết định luận tội phải được ít nhất hai phần ba số đại biểu Quốc hội biểu quyết tán thành theo hình thức bỏ phiếu kín. Sau đó, Tòa án Hiến pháp sẽ quyết định việc bãi nhiệm tổng thống. Trong trường hợp Tòa án Hiến pháp kết tội tổng thống thì tổng thống bị bãi nhiệm.

## Kế nhiệm

### Khuyết tổng thống
Nhiệm kỳ của tổng thống chấm dứt trong trường hợp tổng thống:
- Hết nhiệm kỳ;
- Qua đời;
- Không làm việc được trong thời gian quá 90 ngày;
- Không còn đáp ứng đủ các tiêu chuẩn làm tổng thống;
- Kiêm nhiệm chức vụ khác;
- Từ chức;
- Bị bãi nhiệm.

Quốc hội xác định việc tổng thống tạm thời không làm việc được theo đề nghị của tổng thống, Chính phủ hoặc một đại biểu Quốc hội.

### Tạm thời không làm việc được
Trong trường hợp tổng thống tạm thời không làm việc được thì chủ tịch Quốc hội giữ quyền tổng thống cho đến khi tổng thống làm việc được. Chủ tịch Quốc hội không thể ủy quyền tổng thống cho đại biểu khác và được một trong những phó chủ tịch Quốc hội thay mặt chủ tịch Quốc hội điều hành Quốc hội. Quốc hội xác định việc tổng thống không làm việc được trong thời gian quá 90 ngày theo hai phần ba tổng số đại biểu Quốc hội.